# Дарко Велковски
Дарко Велковски (на македонска литературна норма: Дарко Велковски) е футболист от Северна Македония, който играе като защитник за Риека.

## Кариера

### Национален отбор
Велковски прави дебюта си за Северна Македония през юни 2014 г. в приятелски мач срещу Китай. Част е от състава за Евро 2020.

## Успехи
Работнички
- Първа македонска футболна лига: 2013/14
- Купа на Македония: 2014, 2015

Вардар
- Първа македонска футболна лига: 2015/16, 2016/17

Риека
- Купа на Хърватия: 2019, 2020